# Wouter Raeymaekers
Wouter Raeymaekers (12 september 1995) is een Belgisch touwtrekker.

## Levensloop
Raeymaekers begon met touwtrekken rond zijn elf jaar naar aanleiding van een reclamespot en is afkomstig uit Mol.
Hij is actief in het Belgisch touwtrekteam. Met de Pull Bulls nam hij onder meer deel aan de Wereldspelen van 2022, alwaar ze brons behaalden in de klasse tot 640 kg.
Van beroep is Raeymaekers jobcoach bij Emino. Daarnaast is hij actief als personal trainer en beoefent hij CrossFit.